# Charles George Bicknell
Charles George Bicknell, britanski general, * 7. junij 1897, Crediton, Devon, Anglija, † 1959.